# Giuseppe Baldo
Giuseppe Baldo (Piombino Dese, 27 juli 1914 – Montecatini Terme, 31 juli 2007) was een Italiaans voetballer.
De middenvelder kwam uit voor Calcio Padova en Lazio Roma. Met het Italiaans voetbalelftal nam hij deel aan de Olympische Zomerspelen 1936 in Berlijn. In de finale werd in de verlenging met 2-1 van Oostenrijk gewonnen. Baldo was de laatst overlevende van het Italiaans elftal dat olympisch goud won.